# Cyclodictyon preussii
Cyclodictyon preussii är en bladmossart som beskrevs av Brotherus 1907. Cyclodictyon preussii ingår i släktet Cyclodictyon och familjen Hookeriaceae. Inga underarter finns listade i Catalogue of Life.